# Tor Bomann-Larsen
Tor Bomann-Larsen (né le 26 avril 1951 à Jevnaker) est un auteur de bande dessinée satirique, illustrateur, essayiste et Statsstipendiat (no) norvégien.

## Distinctions
- 1987 : Prix Sproing de la meilleure bande dessinée norvégienne pour Drama i Bayern
- 1993 : Prix Cappelen
- 2000 : Prix Brake (no) pour Livlegen
- 2004 : Prix Brage de l'essai pour Folket. Haakon & Maud II
- 2009 : Nommé Statsstipendiat (no)